# شهر هونگکیاو، هونان
شهر هونگکیاو، هونان (به لاتین: Hongqiao Township) یک شهرک در جمهوری خلق چین است که در شهرستان خودمختار نینگلانگ یی واقع شده‌است. شهر هونگکیاو ۲٬۴۴۶ متر بالاتر از سطح دریا واقع شده‌است.